# Linia 11 metra w Madrycie
Linia 11 – jedenasta linia metra w Madrycie, łącząca stacje Plaza Elíptica i La Fortuna. Cała linia liczy w sumie 7 stacji z peronami 110-metrowymi i o łącznej długości 6,5 km torów. Pierwszy odcinek linii został otwarty w 1998 r.